# Нокс (округ, Огайо)
Округ Нокс (англ. Knox County) располагается в штате Огайо, США. Официально образован 1 марта 1808 года. По состоянию на 2010 год, численность населения составляла 60 921 человек.

## География
По данным Бюро переписи США, общая площадь округа равняется 1 371,743 км2, из которых 1 361,020 км2 суша и 10,723 км2 или 0,780 % это водоёмы.

## Население
По данным переписи населения 2010 года в округе проживает 60 921 жителей в составе 22 607 домашних хозяйств и 15 693 семей. На территории округа насчитывается 24 997 жилых строений. Расовый состав населения: белые — 96,70 %, афроамериканцы — 0,80 %, коренные американцы (индейцы) — 0,20 %, азиаты — 0,60 %, гавайцы — 0,03 %, представители других рас — 0,40 %, представители двух или более рас — 1,20 %. Испаноязычные составляли 1,20 % населения независимо от расы.
В составе 29,50 % из общего числа домашних хозяйств проживают дети в возрасте до 18 лет, 55,20 % домашних хозяйств представляют собой супружеские пары проживающие вместе, 9,70 % домашних хозяйств представляют собой одиноких женщин без супруга, 30,60 % домашних хозяйств не имеют отношения к семьям, 25,70 % домашних хозяйств состоят из одного человека, 27,40 % домашних хозяйств состоят из престарелых (65 лет и старше), проживающих в одиночестве. Средний размер домашнего хозяйства составляет 2,54 человека, и средний размер семьи 3,04 человека.
Возрастной состав округа: 28,00 % моложе 18 лет, 7,90 % от 18 до 24, 22,50 % от 25 до 44, 27,00 % от 45 до 64 и 27,00 % от 65 и старше. Средний возраст жителя округа 38.3 лет. На каждые 100 женщин приходится 95,40 мужчин. На каждые 100 женщин старше 18 лет приходится 0,00 мужчин.
Средний доход на домохозяйство в округе составлял 48 734 USD, на семью — 50 034 USD. Среднестатистический заработок мужчины был 0 USD против 0 USD для женщины. Доход на душу населения составлял 22 628 USD. Около 9,40 % семей и 13,00 % общего населения находились ниже черты бедности, в том числе — 19,20 % молодежи (тех, кому ещё не исполнилось 18 лет) и 8,30 % тех, кому было уже больше 65 лет.